# Lokalzeit aus Duisburg
Die Lokalzeit aus Duisburg ist eine der elf WDR-Lokalzeiten. Die Lokalzeiten sind Regionalmagazine für das Sendegebiet des WDR Fernsehens. Die Duisburger Lokalzeit ist zuständig für die regionale Berichterstattung aus der Stadt Duisburg und den Kreisen Kleve und Wesel. Dabei werden in der Sendung „Lokalpolitik, Wetterbericht, Verkehrslage oder regionale Events“ behandelt.

## Geschichte
Die Lokalzeit aus Duisburg wurde erstmals am 1. Februar 2007 ausgestrahlt. Zuvor wurde aus den WDR-Studios und Lokalzeiten aus Düsseldorf und Essen über die Region Duisburg/Kleve/Wesel berichtet. Sendezeiten sind von Anfang an werktäglich um circa 18:09 Uhr (Dauer: 6 Minuten) und (bis Dezember 2014 auch samstags) um 19:30 Uhr (Dauer: 30 Minuten). Am 5. September 2016 ging die Lokalzeit aus Duisburg, wie zeitgleich alle Lokalzeiten in einer neuen Studio-Kulissen auf Sendung. Das neue Studiodesign ist an das mehrerer anderer WDR-Studios angepasst, aus denen unter anderem die Aktuelle Stunde, Westpol und Hier und heute produziert werden.
Seit dem 3. März 2021 sendet die Lokalzeit aus Duisburg in HD. Seit dem 8. März 2021 wird außerdem ein neues Lokalzeit-Intro verwendet, unter anderem mit einer Off-Sprecherin. Zum 20. September 2021 wurden einige Änderungen am Studiodesign vorgenommen. Am 20. Oktober 2021 ist es zu einem Wasserschaden im Studio gekommen. Bis zum Ende der Sanierung des Studios wurde aus einer Kulisse für Online-Streams in den Redaktionsräumen moderiert.

## Moderatoren
Derzeitige Moderatoren
| Moderator      | Einstieg         | Rolle            |
| -------------- | ---------------- | ---------------- |
| Marc Schulte   | 2010             | Hauptmoderator   |
| Ines Rothmeier | 2013             | Hauptmoderatorin |
| Anika Keil     | 11. Oktober 2021 | Hauptmoderatorin |

Ehemalige Moderatoren (Auszug)
- Pinar Abut (Januar bis Dezember 2007)
- Brigitte Pavetic (2007 bis 2008)
- Mitri Sirin (2007 bis Mai 2009)
- Ingrid Zimmer (Juni 2009 bis April 2018)
- Dieter Könnes (bis Oktober 2010)
- Marc Hartenstein (Juni bis August 2018)
- Maren Bednarczyk  (6. September 2018[5] bis 15. Oktober 2021)
- Martina Eßer (September 2021)
- Marcus Werner (Juli 2022)
- Elif Urel (Juli bis Dezember 2022)
- Ludger Kazmierczak (November 2022)
- Kerstin von der Linden (Mai 2023)
- Gina Niemeier (Februar 2024)
- Marvin Hoffmann (Dezember 2024)